# Georg Stiernhielm
Georg Stiernhielm, ursprungligen Göran Olofsson, född 7 augusti 1598 i Vika socken i Dalarna, död 22 april 1672 i Stockholm, var en svensk ämbetsman, språkforskare och skald. Han har kallats "den svenska skaldekonstens fader". 
Stiernhielms mest berömda poetiska arbete är den första dikten i Musæ Suethizantes, det på hexameter diktade Hercules, med namn och fabel lånade från de gamla grekerna. 
År 1631 adlades Stiernhielm. Han var under sin ämbetsmannakarriär bland annat riksantikvarie samt från 1667 styresman för det nyinrättade Antikvitetskollegium.

## Biografi

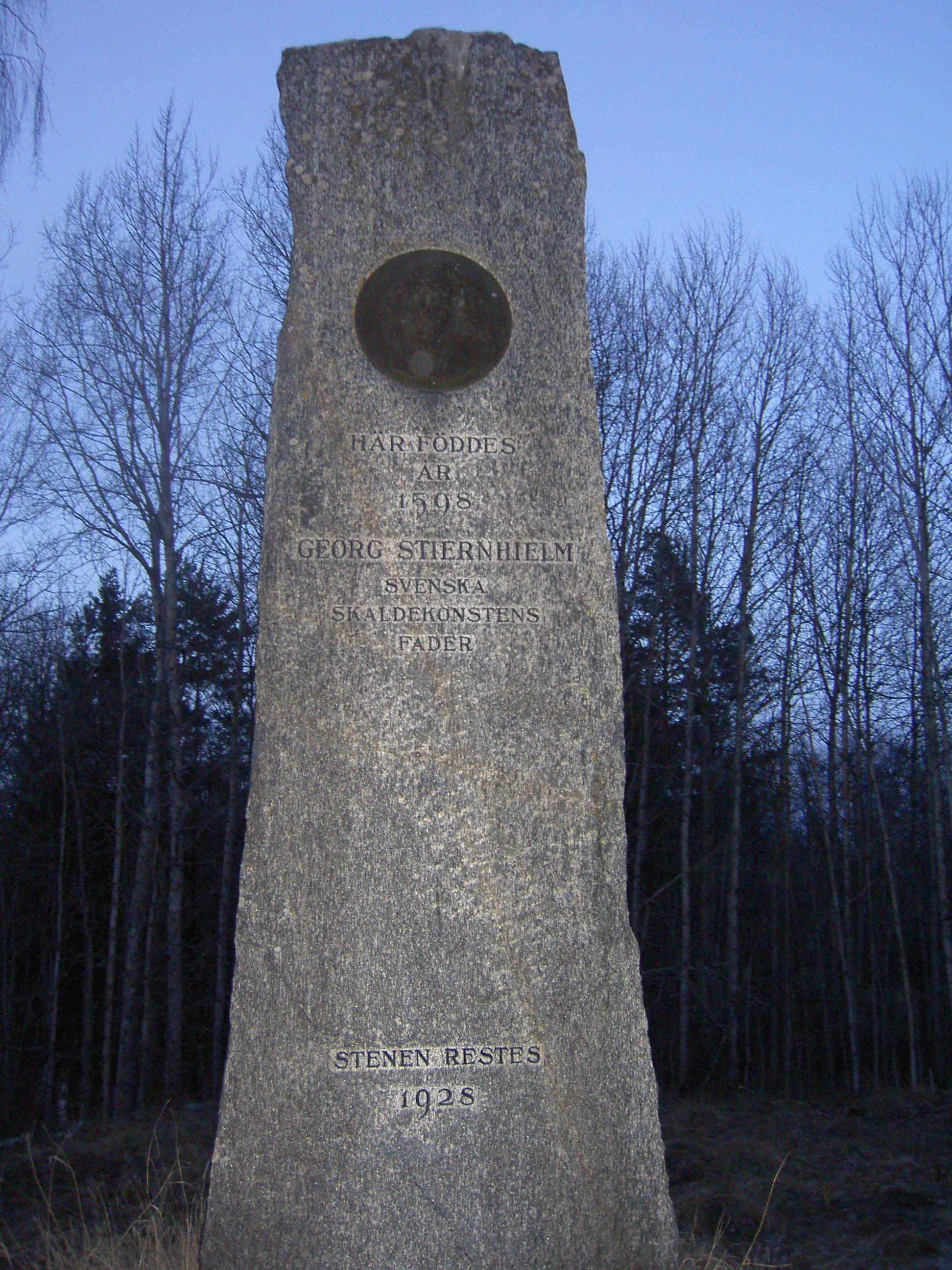
Stiernhielmstenen i Kniva, byn där Stiernhielm föddes

Stiernhielm föddes 1598 på Gammelgården i Kniva, i Vika socken, Dalarna , där fadern, Olof Markvardsson av ätten Stierna, var så kallad bergsadel. Sin första undervisning fick han i Västerås skola varefter han 1619 skrevs in vid Uppsala universitet med efternamnet Lillia (han hade kallat sig Göran Olofsson och Georgius Olavi dessförinnan).
Sedan han fullbordat sina studier i Tyskland bland annat vid Greifswalds universitet, återkom han 1624 till Uppsala. Redan följande år reste han åter till Tyskland, som handledare för en ung Gyllenhielm, samt besökte även Italien, Frankrike, Nederländerna och England. År 1626 kallades han av biskop Johannes Rudbeckius till lektor vid gymnasiet i Västerås, och kort därefter blev han av kung Gustav II Adolf utnämnd till "läsemästare för Riddarhuset" i dåvarande Collegium illustre.
År 1630 utnämndes han till assessor i Dorpats hovrätt. Han adlades 1631 med namnet Stiernhielm och fick i förläning Stjernlunds och Vasula gods i Livland. Från 1639 blev han lantråd i Livland.
År 1641 utnämndes han till ställföreträdande landshövding i Dorpat i den sjuke Fabian Wrangels ställe. Den 13 juli 1641 träffade Stiernhielm på ett barndop två av Wrangels söner, som han redan sedan tidigare hade något otalt med. Bråk uppstod, och den kraftigt berusade Stiernhielm beslutade att utkräva hämnd med svärd i hand och fick under den strid som följde ett mycket allvarligt hugg över högerarmen. Han blev sängliggande under lång tid, och fick så bestående men av skadan att han efter tillfrisknandet tvingades skriva med vänster hand.
Han kallades 1642 till Stockholm för att deltaga i den lagkommission som tillsatts. Han stannade flera år i huvudstaden, tilldrog sig uppmärksamhet för sin begåvning och sina kunskaper samt kom även högt i drottning Kristinas gunst för sina dikter.
Han utnämndes 1648 till vice president i Dorpats hovrätt, men hade knappt tillträtt denna befattning förrän han återkallades till Stockholm för att bli riksantikvarie. Under vägen förliste det fartyg han färdades med; han överlevde men det var en helt utblottad man som slutligen anlände till huvudstaden. Av drottningen mottogs han med stor välvilja. Han tillträdde befattningen som riksarkivarie 1649, och blev vid hovet mycket uppskattad för sina dikter, baletter och "upptåg". 
Det dröjde dock inte länge förrän han föll i onåd, då han yttrade sig i negativa ordalag om någon av drottningens gunstlingar. Han återvände därför till Livland, men ryska kriget 1656 tvingade honom även därifrån. Med hustru och barn kom han alltså tillbaka till Stockholm och hankade sig fram med mycken nöd fram till 1658, då han utnämndes av Karl X Gustav till landsdomare i Trondheims län som hade avträtts till Sverige. Men när detta län 1660 åter gick förlorat, var Stiernhjelm igen utan syssla, till dess han 1661 kallades till krigsråd och året därpå till ledamot i Reduktionskollegium, en befattning han dock undanbad sig.
Efter inrättandet av Antikvitetskollegium förordnades han 1667 till dess förste styresman och såg som sådan sin ålderdom betryggad mot de penningbekymmer som följt honom livet igenom. Han dog i Stockholm den 22 april 1672. Efter hans död blev det tvister mellan arvingarna. Begravningen ägde rum i juni 1674.  Hans kvarlevor fanns i 16 år i Klara kyrka i Stockholm och fördes därefter till Sånga kyrka. 1799 togs kistan upp och ställdes i materialboden. Därifrån stals den 1835.  År 1791 slog Svenska akademien en medalj över honom. På hans gravsten står det "Vixit, dum vixit, laetus.", vilket på svenska betyder: "Han levde glad, så länge han levde."
Han var gift med Cecilia Burea, Johannes Bureus brorsdotter.

## Vetenskaplig gärning
Stiernhielms litterära bana var lika mångsidig som vidsträckt. Han skrev femtio till sextio särskilda verk både poesi, matematik, naturkunskap, lagvetenskap, hävdaforskning, statistik och ett flertal inom filologi. En femtedel av dessa har utgivits under lång tid, och ungefär lika många har förkommit. Han var, med Erik Gustaf Geijers ord, "i allt en stor börjare". Hans samlade verk utgavs på 1970-talet av Svenska Vitterhetssamfundet.
Som matematiker var han bland de första svenskar som fått uppmärksamhet i landet. De matematiska vetenskaperna, vilka varit ett huvudämne under hans studier vid de utländska universiteten, förde han med sig till Sverige där de förut varit föga kända. Regeringen använde hans kunskaper till att ordna rikets mått, mål och vikt efter vetenskapliga grunder, och han konstruerade i början av 1660-talet den officiella rikstunnan om 146,6 liter. Han lär ha varit den förste som infört mikroskop och solglas till Sverige.
Som rättslärd gick han genom alla äldre lagar och gav ut Västgötalagen. Han är den förste som bifogade förklaringar till de svenska lagböckerna. Som filosof föredrog han Platon och Plotinos framför Aristoteles, som vid denna tid var mer på modet. Han var ingen vän av den cartesianska filosofin, vars erfarenhetslära han påstod vara "ett filosoferande utan högre sinne, ett filosofiens neddragande i smutsen". 
I historien och språkforskningen, vilka han menade var starkt kopplade till varandra, sträcktes hans forskning ganska långt, även bortom vetenskaplighetens område. Stödd på föregående svenska fornforskares uppfattning att den så kallade stora folkvandringen utgått från Sverige, sökte Stiernhielm visa, att "gotiskan", som han menade var ursvenskan, var alla språks stammoder. Han var dock en av dem, som tog de första stegen till en jämförande språkforskning. Efter hans död publicerades 1685 "De hyperboreis dissertatio brevis", en kort avhandling om hyperboréerna.
Hans egentliga storhet är hans bidrag till svenska språket och skaldekonsten. Han lyckades väcka ett livligare intresse och en större aktning för det då förbisedda och föraktade modersmålet. Som exempel var hans Gambla Swea- och Götha-Måles Fatebur... en viktig milstolpe i språkhistorien. Han återgick till den gamla svenskans källor i fornspråk och folkspråk.

## Skalden Stiernhielm

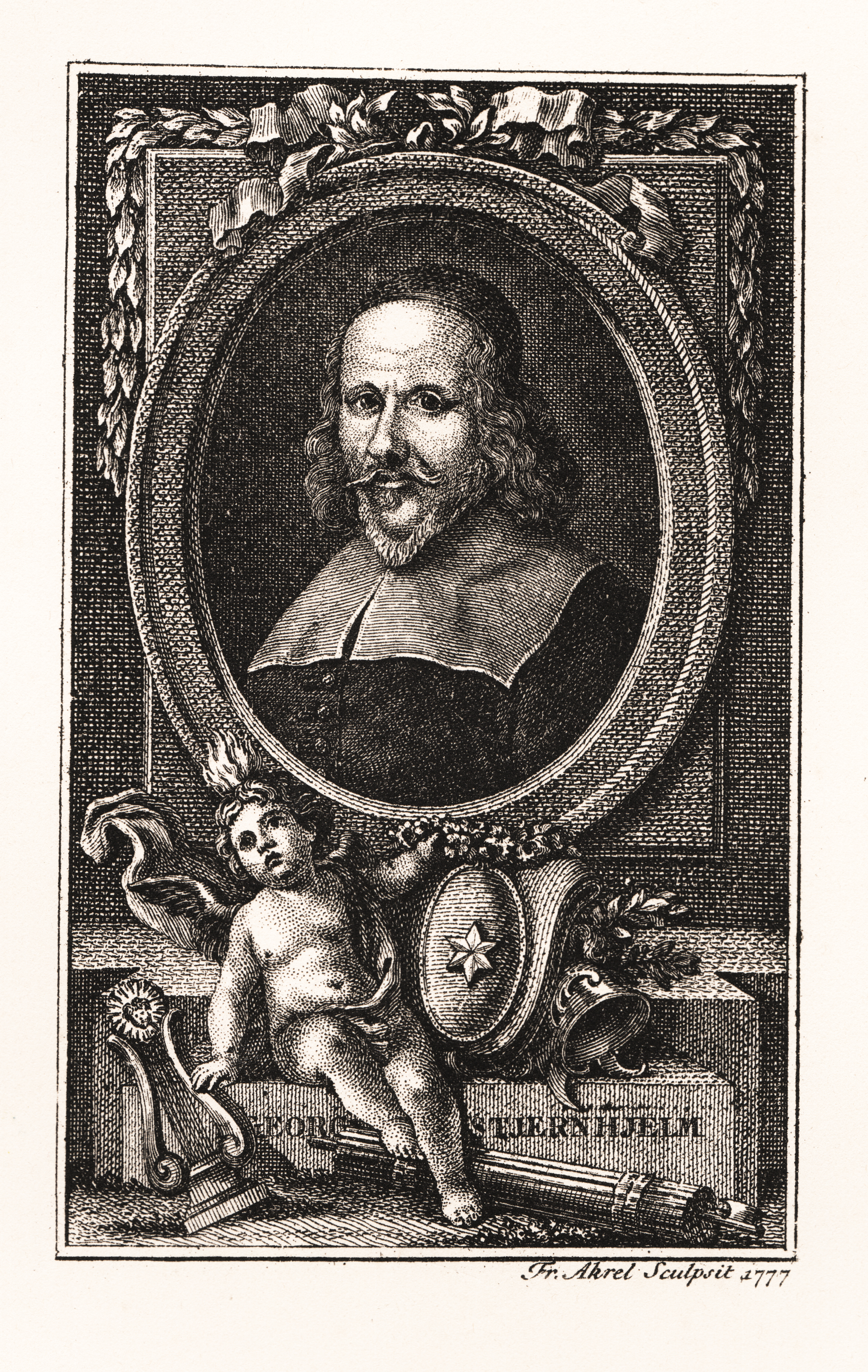
Georg Stiernhielm på kopparstick från 1777.

Stiernhielms insatser som skald utgjorde en vändpunkt i den svenska poesin. Dittills hade större delen av den svenska diktningen varit andlig, men även Stiernhielms samtida Lars Wiwallius hade skrivit profan skönlitteratur. Den senare var influerad av de medeltida balladerna, och utvecklade folkvisan. Den svenska epokindelningen för perioden är komplicerad, då perioden renässansen till den tidiga klassicismen infaller under stormaktstiden. Stiernhielm förs ibland till renässansen, ibland till barocken.
Stiernhielm kallas "den svenska skaldekonstens fader". I likhet med andra humanister på den europeiska kontinenten skrev han på såväl sitt folkspråk som på franska, latin och tyska.
De anmärkningsvärt få dikter Stiernhielm skrev tillkom under åren 1620–1670. De kan indelas i ett antal grupper: baletter och upptåg, hyllningsdikter, politiska dikter, smådikter, och större dikter som ingår i hans diktsamling.
År 1668 kom första upplagan av Stiernhielms diktsamling: Musæ Suethizantes, en titel som anspelar och gör anspråk på att sånggudinnorna nu först diktat på svenska. Samuel Columbus hävdade att det varit han som kommit på titeln; redan 1644 påstod dock Johannes Loccenius sig besitta ett diktverk av vännen Stiernhielm med detta namn.
Med denna diktsamling ville Stiernhielm grunda en nationell vitterhet i huvudsakligen antik form, med stoiska och renässanshumanistiska värderingar. Utan att enbart härma antikens skalder, använde han det svenska språket, och utbildade diktkonstens versformer. På samma gång upptog han åtskilliga moderna rimmade sådana, såsom alexandriner och sonetter, med mindre ledighet. 
Hans mest berömda poetiska arbete, är den första dikten i Musæ Suethizantes, det på hexameter diktade  Hercules, med namn och fabel lånade från de gamla grekerna. Diktens undertext är emellertid en målning av tidens seder och en varning åt Sveriges unga adel, för det övermod de visade vid hovet. Vid detta hov uppfördes hans ”baletter”: Then fångne Cupido, Fredz-afl och Parnassus triumphans,  vilka utgör en blandning av kostymerad bal- och sångpjäs, med avväxling dels av egentliga sångstycken, dels av verser, vilka reciterades. Där uppfördes likaledes hans ”upptåg”, allegoriska representationer utan dans, diktade i mindre omfång och med blandning av vers och prosa. 
I äldre dagar tillskrevs Stiernhielm även den långa anonyma hexameterdikten Bröllopsbesvärs ihugkommelse, en till största delen skämtsam brudskrift som skildrar de många bryderier och vedermödor som föregår och efterföljer varje giftermål, även om de ljusa sidorna slutligen överväger. Numera är forskningen mer benägen att se denna dikt som skriven av en okänd diktare som haft Herkules som stilmönster.
Stiernhielm var inget skapande skaldesnille i högre mening, även om han visserligen även i skaldebegåvning stod långt framför sina föregångare inom den svenska litteraturen; det var egentligen som språkkonstnär, genom den utbildning han gav svenska språket, som han utövat ett så stort inflytande på Sveriges vitterhet. Stiernhielm finns representerad vid bland annat Nationalmuseum i Stockholm.